# Mosalingua
Mosalingua è una piattaforma online per l'apprendimento delle lingue fondata nel 2009 da Samuel Michelot e Luca Sadurny. La piattaforma offre una varietà di corsi di lingua progettati per aiutare gli utenti a migliorare le loro competenze linguistiche in diverse lingue straniere.
Dispone di una versione web, applicazioni individuali per ogni lingua su Android, e una versione unificata per iOS.
La piattaforma è a pagamento e richiede un abbonamento per essere utilizzata, simile ad alternative come Busuu o Rosetta Stone.

## Storia
Mosalingua è stata fondata nel 2009 da Samuel Michelot e Luca Sadurny. L'idea è nata dal loro interesse a trovare metodi efficienti per imparare le lingue straniere. Inizialmente, la piattaforma è stata lanciata come un'applicazione mobile con un focus sulle tecniche di memorizzazione a intervalli e ripetizione a intervalli per ottimizzare il processo di apprendimento delle lingue.
Nel corso degli anni, Mosalingua ha sperimentato una crescita graduale nella sua base di utenti e ha ampliato la sua offerta per includere una varietà di corsi di lingue in diverse lingue, tra cui inglese, francese, spagnolo, tedesco, italiano, portoghese, tra gli altri. La piattaforma ha incorporato contenuti audio, schede di vocabolario ed esercizi interattivi come parte della sua metodologia di insegnamento.
Nonostante una certa popolarità tra gli studenti di lingue, Mosalingua ha ricevuto critiche per il suo approccio limitato in alcuni aspetti dell'apprendimento delle lingue e per la mancanza di profondità nella pratica della conversazione reale.

## Metodologia

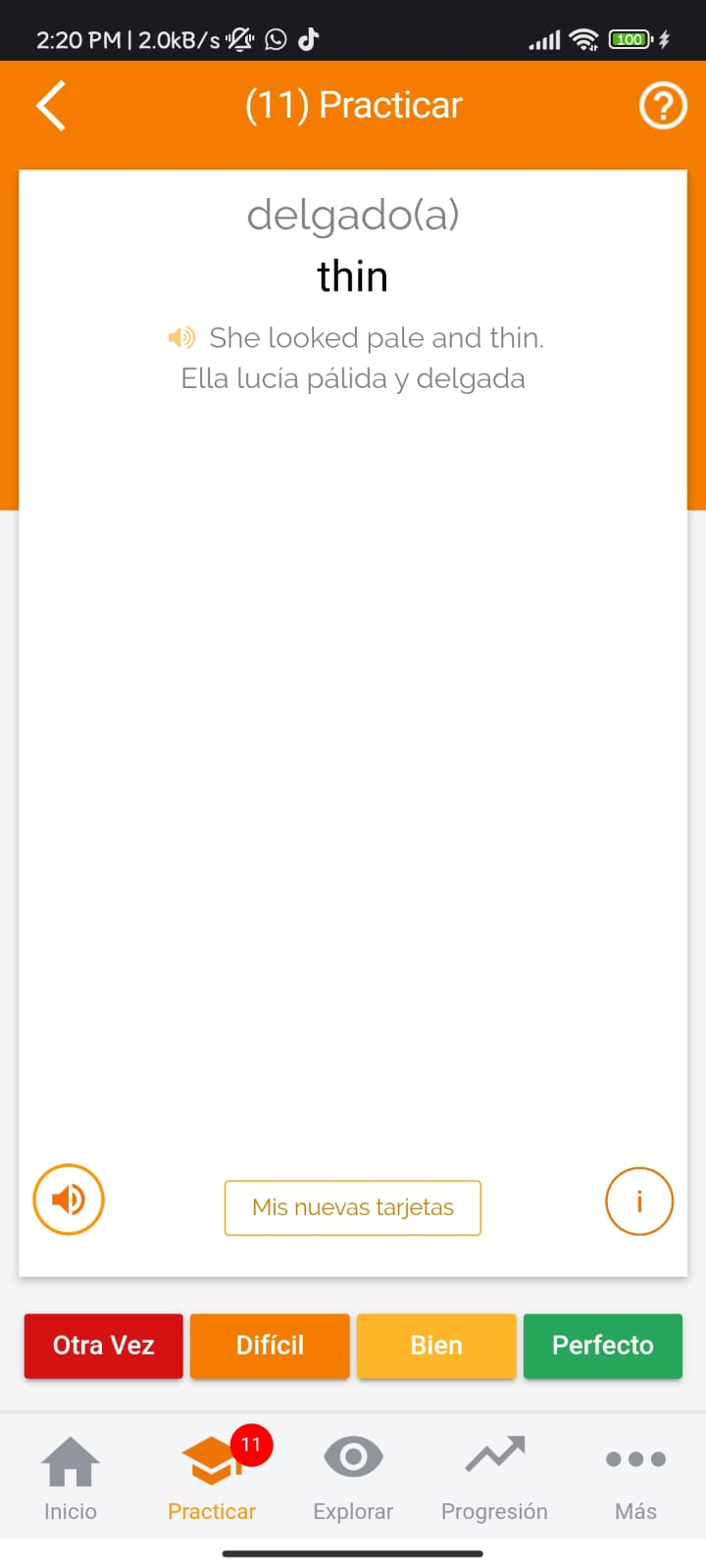
Schermata dell'applicazione Mosalingua Inglese su un dispositivo Android. Il design ricorda molto quello dell'applicazione Anki.

La metodologia di Mosalingua si basa su vari principi pedagogici, inclusa la Legge di Pareto, la Ripetizione Spaziata (SRS), e tecniche di memorizzazione spaziata. La Legge di Pareto, nota anche come principio 80/20, suggerisce che circa l'80% dei risultati proviene dal 20% degli sforzi. Nel contesto dell'apprendimento delle lingue, ciò implica concentrarsi sul vocabolario e sulle strutture grammaticali più utilizzate nella lingua di destinazione.
La Ripetizione Spaziata è una tecnica di studio che suggerisce di distribuire le ripetizioni delle informazioni nel tempo per migliorare la ritenzione a lungo termine. Mosalingua implementa questa tecnica attraverso la programmazione di revisioni regolari di parole e frasi chiave per rafforzare l'apprendimento.

### Mosaweb
Mosaweb è l'attuale modalità principale del corso di Mosalingua che integra tutti i contenuti di tutte le lingue disponibili sulla piattaforma. Questa modalità offre risorse che includono video, audiolibri, testi e altri strumenti. Attraverso Mosaweb, gli utenti hanno accesso a materiali didattici progettati per migliorare le loro competenze linguistiche in diverse lingue straniere. Questa modalità fornisce un'esperienza di apprendimento che copre aspetti del dominio di una lingua, dalla comprensione orale alla espressione scritta.

## Critiche
La metodologia di Mosalingua è stata anche oggetto di critiche. Alcuni critici sostengono che l'approccio della piattaforma è troppo semplificato e non affronta adeguatamente la complessità dell'apprendimento delle lingue.

### Copia a pagamento di applicazioni già esistenti
Mosalingua è stata paragonata a Anki, una popolare applicazione di memorizzazione spaziata, con alcuni utenti che suggeriscono che Mosalingua è essenzialmente "solo un Anki con audio". Il professore francese Simon Marion ha notato che Mosalingua utilizza lo stesso concetto di ripetizione spaziata, facendo pagare per l'algoritmo sviluppato dal ricercatore polacco Piotr Woźniak negli anni '80.

### Approccio limitato
Inoltre, vari poliglotti, come Benny Lewis, autore del forum anglofono Fluent in 3 months, hanno espresso che Mosalingua non può essere considerato come l'unico metodo di apprendimento delle lingue. E che sebbene Mosalingua possa essere benefico come complemento per sviluppare il vocabolario e le abilità di comprensione orale, non può sostituire la necessità di pratica di conversazione reale e esposizione alla lingua attraverso l'immersione culturale, perché questi ultimi sono componenti essenziali per raggiungere la padronanza di una lingua.
La piattaforma si concentra principalmente nell'insegnare parole, espressioni e vocabolario di uso comune nella vita quotidiana. Tuttavia, questo approccio può risultare limitato per alcuni utenti, poiché non affronta in modo esaustivo aspetti fondamentali come la grammatica, che è essenziale nell'apprendimento di lingue come l'inglese.

### Prezzi elevati
MosaLingua offre una varietà di corsi, ma quelli con contenuti più completi possono essere costosi rispetto alla media dei corsi online. Questo può influenzare l'accessibilità per certi utenti che cercano opzioni più economiche.

### Mancanza di orientamento
Nonostante offra materiali di studio organizzati, il design delle applicazioni e della piattaforma web non sono intuitivi e alcuni studenti possono sentirsi sopraffatti navigando nel sito web o nell'applicazione di Mosalingua, specialmente se sono nuovi nell'apprendimento delle lingue online. La mancanza di un'orientazione chiara può rendere difficile il processo di apprendimento e demotivare gli utenti.